# ريان بلال
ريان بلال ، لاعب كرة قدم سعودي، مركزه الهجوم، من مواليد المدينة المنورة ولد 17 يونيو 1989 يلعب في نادي الزيتون.

## الحياة الشخصية
ريان هو شقيق اللاعب عمار بلال.

## مسيرته الكروية

### أحد السعودي
بدأ بلال ممارسته لكرة القدم في حي الجرف في المدينة المنورة ثم التحق بنادي أحد ليتدرج في فئاته السنية وقد كان النجم اليافع والواعد للفريق الأول هبط فريق أحد العريق لدوري الدرجة الثانية السعودي فقام بعدة تغييرات بالفريق حيث بات النجم ريان بلال مهاجم الفريق الأوحد وعمره لم يتجاوز الثامنة عشر حينها فتمكن من تسجيل 10 أهداف محتلاً المركز الثاني في قائمة الهدافين موسم 2006-2007 ليساهم وبشكل كبير في عودة فريقة إلى مصاف أندية الدرجة الأولى.

### النصر السعودي
بعد موسمه المذهل مع نادي أحد أصبحت الأندية الكبيرة مهتمه بخدمات اللاعب الواعد فقرر أن ينتقل إلى نادي النصر السعودي .
لعب ريان في موسمه الأول 2007-2008 مع نادي النصر في بطوله الأمير الراحل فيصل بن فهد، وقد كان الفريق حينها بعيداً عن الألقاب ليساهم ريان في تأهل نادي النصر إلى النهائي في أول موسم له بتسجيله سبعة أهداف في المسابقة محتلاً المركز الثاني أيضاً وعندما أرادوه في النهائي كان المهاجم الصغير حاضراً فتسبب بضربة جزاء قبل أن يسجل هدف الفوز في المباراة التي انتهت بفوز النصر بهدفين لهدف أمام نادي الهلال السعودي .
أصبح ريان مهاجماً أسياسياً في أغلب مباريات الفريق في المواسم التالية له
و تعتبره بعض الجماهير النصراوية خليفة للأسطورة السعودية ماجد عبد الله، حيث كان إضافة فعلية للهجوم النصراوي بجانب اللاعب سعد الحارثي واللاعب محمد السهلاوي.

### التعاون السعودي
في صيف العام 2012 انتقل المهاجم ذو ال23 ربيعاً إلى صفوف نادي التعاون السعودي.
لعب أيضاً لأندية القادسية والفيصلي و الرائد وو الاتفاق أحد والأنصار و وج و النجمة و الأنوار و الزيتون.

## المنتخب السعودي
سبق وأن استدعي ريان بلال إلى المنتخب السعودي الأول ولعب مباراة ودية واحدة أمام منتخب تايلند وكان له بصمته فيها بتسجيله أحد الاهداف، وقد شارك في بطولة خليجي 20 في اليمن و لكنه كان حبيس مقاعد البدلاء معظم الأوقات .

## روابط خارجية
- ريان بلال على موقع قاعدة بيانات كرة القدم.إي يو (الإنجليزية)